# Ciocănești (okręg Buzău)
Ciocănești – wieś w Rumunii, w okręgu Buzău, w gminie Costești. W 2011 roku liczyła 64 mieszkańców.